# Lucio Correa Morales
Lucio Correa Morales (1852-1923) fue un escultor argentino, considerado como el pionero de la escultura en su país.
Surgió en la época en que se fundaban la Sociedad Estímulo de Bellas Artes, y en 1893 el Ateneo de Buenos Aires, y fue el primer escultor importante que tuvo Argentina. Fue el esposo de Elina González Acha de Correa Morales y el padre de la pintora Lía Correa Morales.
Gracias a una beca otorgada por el presidente Domingo Faustino Sarmiento en 1874 pudo viajar a Florencia, donde estudió en la Real Academia de Bellas Artes con el escultor Urbano Lucchesi, hasta que regresó a la Argentina en 1882, cuando expuso sus primeras dos obras relevantes: Indio Pampa y El Río de la Plata, elogiadas por la crítica.
En los siguientes 40 años siguió creando con éxito obras notables como Falucho, El gaucho, La cautiva, La ondina del Plata -dos versiones- inspiradas en la vida argentina, y asimismo estatuas de importantes personajes de la historia del país como, Juan Bautista Alberdi, Francisco Laprida y Mitre.
Realizó numerosos viajes por el territorio argentino, en los cuales se aplicó en la observación y el estudio de criollos y aborígenes, tipos humanos que inmortalizó en sus más sensibles creaciones.
Ejerció una notable docencia en la Universidad de Buenos Aires, la Escuela Normal de Profesores y la Sociedad Estímulo de Bellas Artes. Su influencia en la escultura argentina fue sumamente trascendente por sus obras y por los brillantes discípulos que formó, como Rogelio Yrurtia, Pablo Curatella Manes, Pedro Zonza Briano y Miguel Ángel de Rosa.

## Reseña de la inspiración de algunas de sus obras

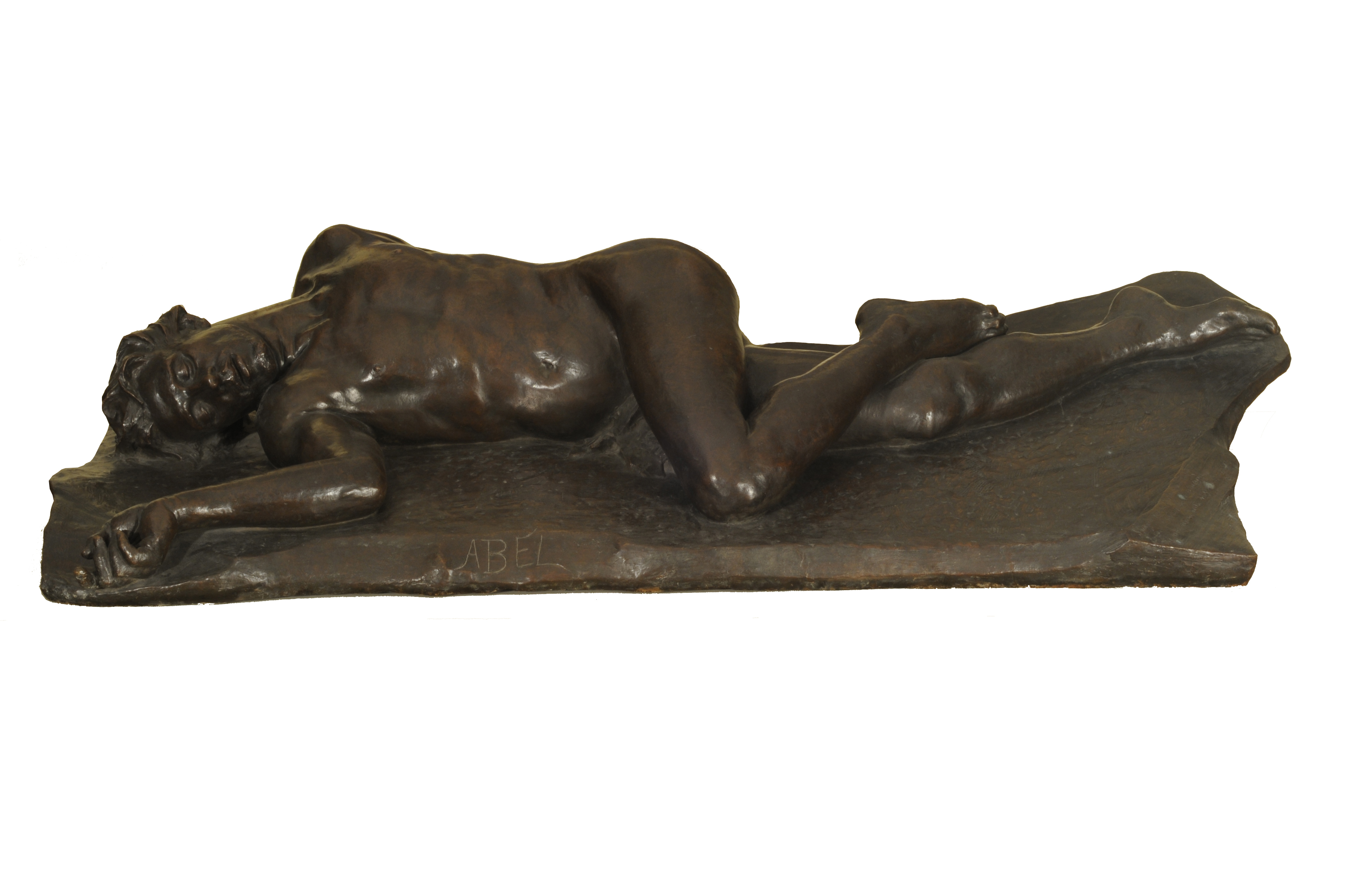
Abel

Es autor de esculturas funerarias, monumentos conmemorativos, escultura ornamental. Una de sus obras más conocidas es La Cautiva donde muestra a una aborigen cautiva de los blancos junto a sus hijos. La mujer mira fijamente al frente, anhelando sus tierras y su gente. La obra en mármol actualmente se encuentra frente a la Facultad de Derecho de la UBA. Correa Morales explicaba que siendo muy joven tenía en su casa a una de estas cautivas y que esta un día se abrazó con mucha pena a unos de los niños "blancos" de la casa y haciendo esto ella dijo "yo tenía mis hijos que eran parecidos a estos".

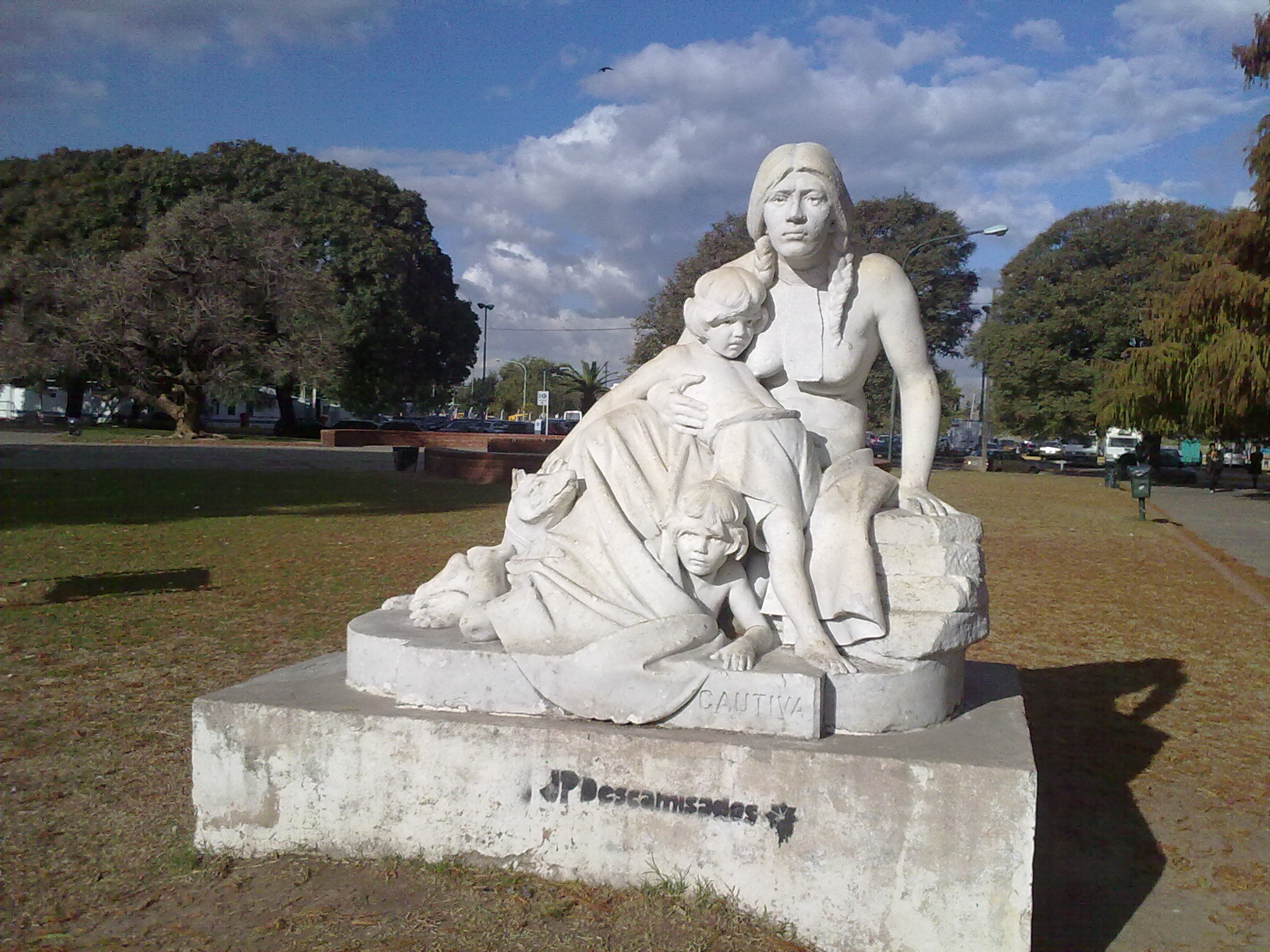
La cautiva, mármol de Correa Morales.

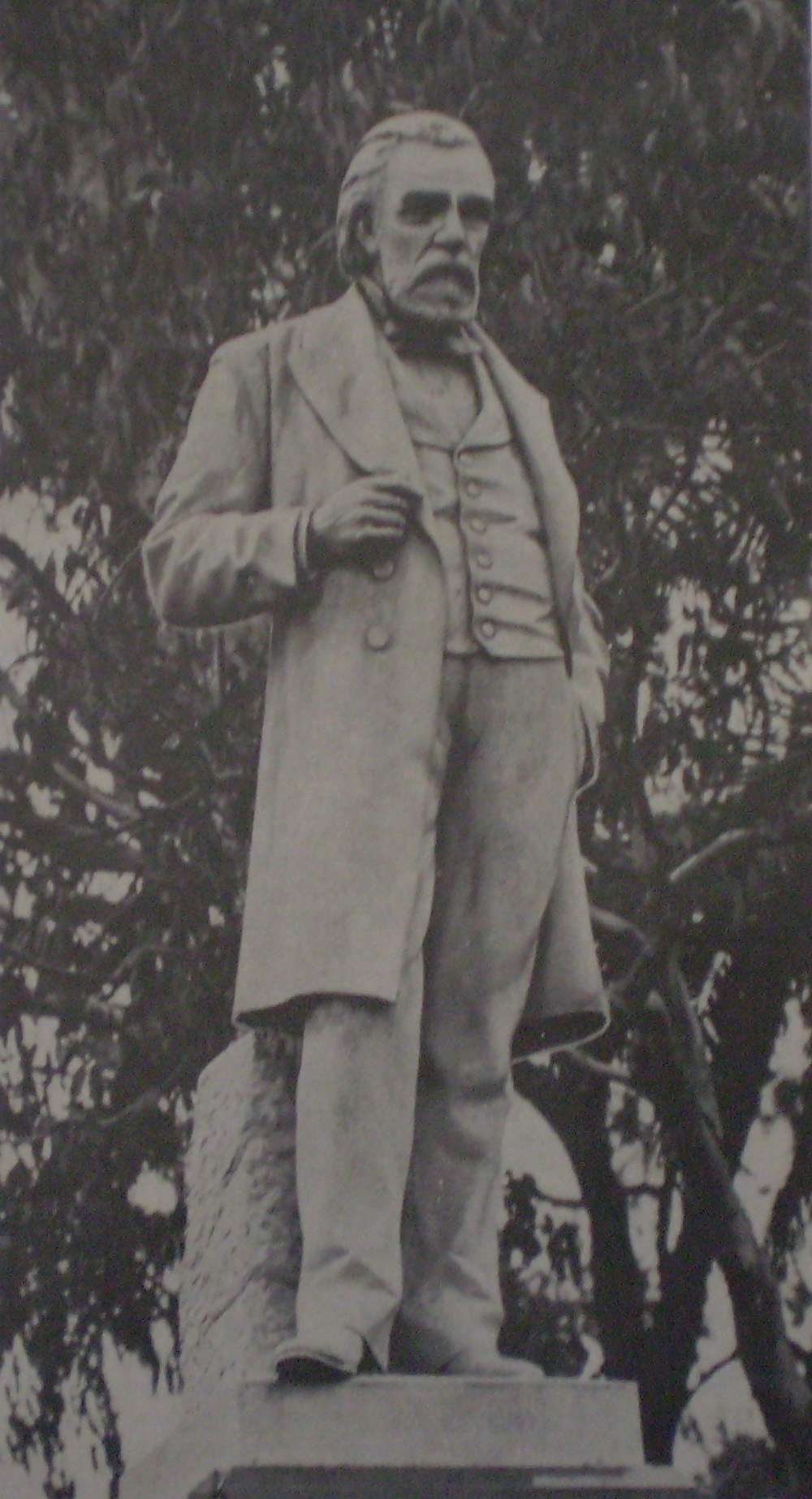
Carlos Tejedor, mármol de Correa Morales.

En cuanto a la modesta estatua del "Negro Falucho", homenajea a todos los "negros" que ayudaron a la libertad de América en la lucha por la Independencia.
Otras obras de Correa Morales son el Monumento al Dr. Pirovano, a Carlos Tejedor, la Ninfa de la fuente del Jardín Botànico, monumento al Deán Funes (en la ciudad de Córdoba), bustos, animales, medallones, entre otros.
En el primer distrito del Departamento Gualeguay de la provincia de Entre Ríos existe una escuela rural que lleva su nombre.